# Issa Makhlouf
Issa Makhlouf (en árabe, عيسى مخلوف, Zghorta, 1955) escritor, periodista, poeta y traductor libanés en árabe y francés.
Es doctor en antropología social y cultural por la Sorbona y antiguo profesor de la universidad (E.S.I.T.) de Paris III. Fue responsable en París del programa «Autour de l'actualité » en Radio Orient antes de ser nombrado director de informativos en junio de 2008. Fue además, consejero especial de asuntos sociales y culturales en la ONU durante la 61 sesión de la Asamblea General (2006-2007).